# Planckova konstanta
Planckova konstanta je jedna ze základních fyzikálních konstant. Jako fyzikální veličina má rozměr momentu hybnosti nebo akce.
Planckova konstanta byla poprvé zavedena Maxem Planckem, po němž nese jméno, jako konstanta vyzařovacího zákona černého tělesa.

## Základní vztahy ahodnota

### Základní vztahy
Planckova konstanta, značená h, vystupuje kromě vyzařovacího zákona černého tělesa např. v důležitých vztazích mezi energií E a frekvencí f fotonu:
{\displaystyle E=h\cdot f}
a mezi hybností p částice a vlnovou délkou λ její De Broglieovy vlny:
{\displaystyle p={\frac {h}{\lambda }}}.
Tyto vztahy kvantitativně spojují vlnové a částicové vlastnosti hmoty (viz též Dualita částice a vlnění).

### Hodnota vSI
Hodnota Planckovy konstanty v jednotkách SI je od 20. května 2019 jako nedílná součást definice základní jednotky kilogram stanovena pevně danou hodnotou
{\displaystyle h=6{,}626\,070\,15\cdot 10^{-34}\,\mathrm {J\cdot s} } (přesně);
resp. je-li vyjádřena v elektronvoltech na hertz:
{\displaystyle h=4{,}135\,667\,696\ldots \cdot 10^{-15}\,\mathrm {eV\cdot Hz^{-1}} } (přesně, hodnota daná podílem hodnot {h}Js/{e}C).
Tato hodnota byla zavedena v souvislosti s redefinicí kilogramu.
Do tohoto data měla Planckova konstanta (CODATA 2014) experimentálně zjištěnou hodnotu:
{\displaystyle h=6{,}626\,070\,040(81)\cdot 10^{-34}\,\mathrm {J\cdot s} }
(nepřesnost stanovení je vyjádřena v závorce standardní odchylkou v řádu poslední platné číslice).
V elektronvoltsekundách pak:
{\displaystyle h=4{,}135\,667\,662(25)\cdot 10^{-15}\,\mathrm {eV\cdot s} }

## Redukovaná Planckova konstanta
Často se také používá tzv. redukovaná hodnota Planckovy konstanty někdy nazývaná Diracova konstanta, jež se značí ℏ a je definovaná vztahem
{\displaystyle \hbar ={\frac {h}{2\pi }}}.

### Základní vztahy
Redukovaná Planckova konstanta vystupuje v kvantové mechanice např. ve vztazích částicově-vlnového dualismu mezi energií E a úhlovou frekvencí ω resp. mezi hybností {\displaystyle \mathbf {p} } částice a vlnovým vektorem {\displaystyle \mathbf {k} }:
{\displaystyle E=\hbar \cdot \omega } resp. {\displaystyle \mathbf {p} =\hbar \cdot \mathbf {k} }
nebo jako imaginární část komutátoru operátorů dvou základních kanonických veličin – délky a hybnosti:
{\displaystyle [{\hat {x}};{\hat {p}}_{x}]={\hat {x}}{\hat {p}}_{x}-{\hat {p}}_{x}{\hat {x}}=i\hbar };
z tohoto vztahu plyne známá Heisenbergova relace neurčitosti.

### Hodnota vSI
V jednotkách SI je po jejich redefinici od r. 2019 její hodnota pevně stanovenou konstantou:
{\displaystyle \hbar ={\frac {h}{2\pi }}={\frac {6{,}626\,070\,15\cdot 10^{-34}}{2\pi }}\,\mathrm {J\cdot s} =1{,}054\,571\,817\ldots \cdot 10^{-34}\,\mathrm {J\cdot s} } (přesně).
V elektronvoltsekundách pak:
{\displaystyle \hbar ={\frac {h}{2\pi }}=6{,}582\,119\,569\ldots \cdot 10^{-16}\,\mathrm {eV\cdot s} } (přesně).
Ve většině variant soustavy přirozených jednotek má číselnou hodnotu 1.

## Měření
Nejpřesnější způsob měření Planckovy konstanty na počátku 21. století představovaly wattové váhy, které porovnávají tíhu tělesa s magnetickou silou. K měření elektrických veličin se přitom využívá Josephsonův jev a kvantový Hallův jev, což umožňuje dát hmotnost do přímého vztahu s Planckovou konstantou. Když Mezinárodní úřad pro míry a váhy uvažoval změnit definici kilogramu, jednou z možností bylo právě stanovení přesné hodnoty Planckovy konstanty . K zavedení této definice došlo v roce 2019. Její hodnotu pak již není třeba měřit a wattové váhy slouží pro přesnou realizaci prototypu kilogramu.

## Použití
Planckova konstanta se hojně vyskytuje v kvantové mechanice, a to už v Schrödingerově rovnici (časové: {\displaystyle {\hat {H}}(t)\Psi (\mathbf {r} ,t)=\mathrm {i} \hbar {\frac {\partial \Psi (\mathbf {r} ,t)}{\partial t}}}), při přepočtu vlnové délky fotonu na jeho energii s využitím rychlosti světla ({\displaystyle E=\hbar \omega ={\frac {hc}{\lambda }}}), hybnosti na vlnový vektor ({\displaystyle p=\hbar k}). Dále je výsledkem celé řady komutačních relací mezi kvantově-mechanickými operátory.
Redukovaná Planckova konstanta je přirozenou jednotkou momentu hybnosti a spinu (i jejich jednotlivých složek), moment hybnosti i spin jsou kvantovány v celočíselných či poločíselných násobcích {\displaystyle \hbar }.

## Historie
Konstantu poprvé uvedl Max Planck (tehdy pod označením b) v květnu 1899 ve svém referátu „Über irreversible Strahlungsvorgänge“ pro Královskou Pruskou akademii věd a uvedl i její hodnotu. V tomto referátu také naznačil myšlenku přirozené soustavy jednotek (Planckovy jednotky), ve kterých by byla číselná hodnota konstanty jednotková.